# Linia kolejowa Roma – Napoli
Szybka kolej Rzym-Neapol – włoska linia kolei dużych prędkości. Odcinek z Roma Termini do Gricignano di Aversa otwarto w dniu 19 grudnia 2005 roku. Końcowe 25 km od Gricignano do Napoli Centrale otwarte w dniu 13 grudnia 2009 roku. Po otwarciu całej linii podróż pociągiem pomiędzy Rzymem i Neapolem skróciła się do 1 godz i 10 minut. Linia jest częścią I korytarza transportowego kolei dużych prędkości łączącego Berlin z Palermo.